# Kollimatorblende

Funktionsprinzip der Kollimatorblende

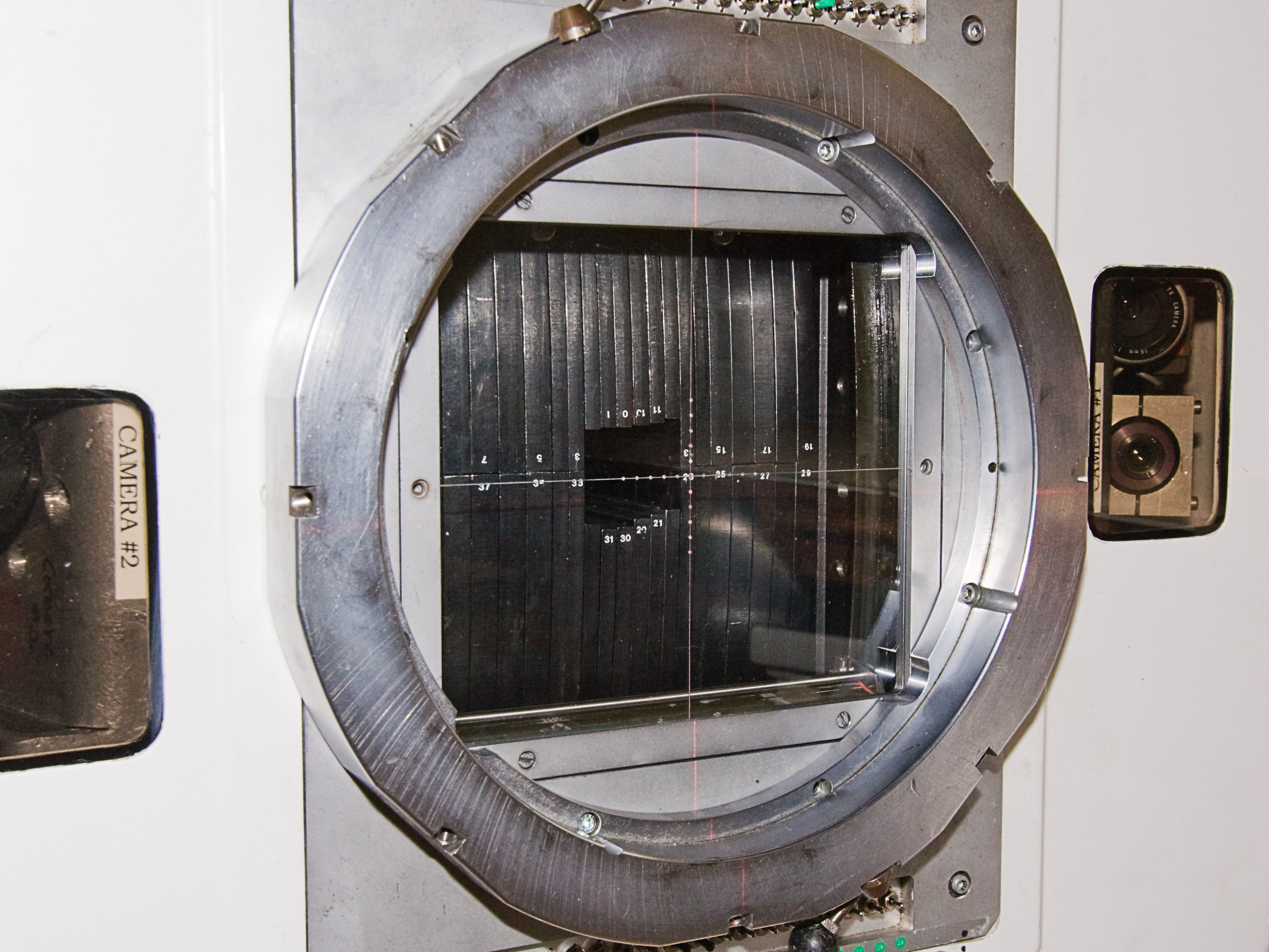
Kollimator für Neutronen zur Strahlentherapie

Funktionsprinzip mit Szintillationskristall

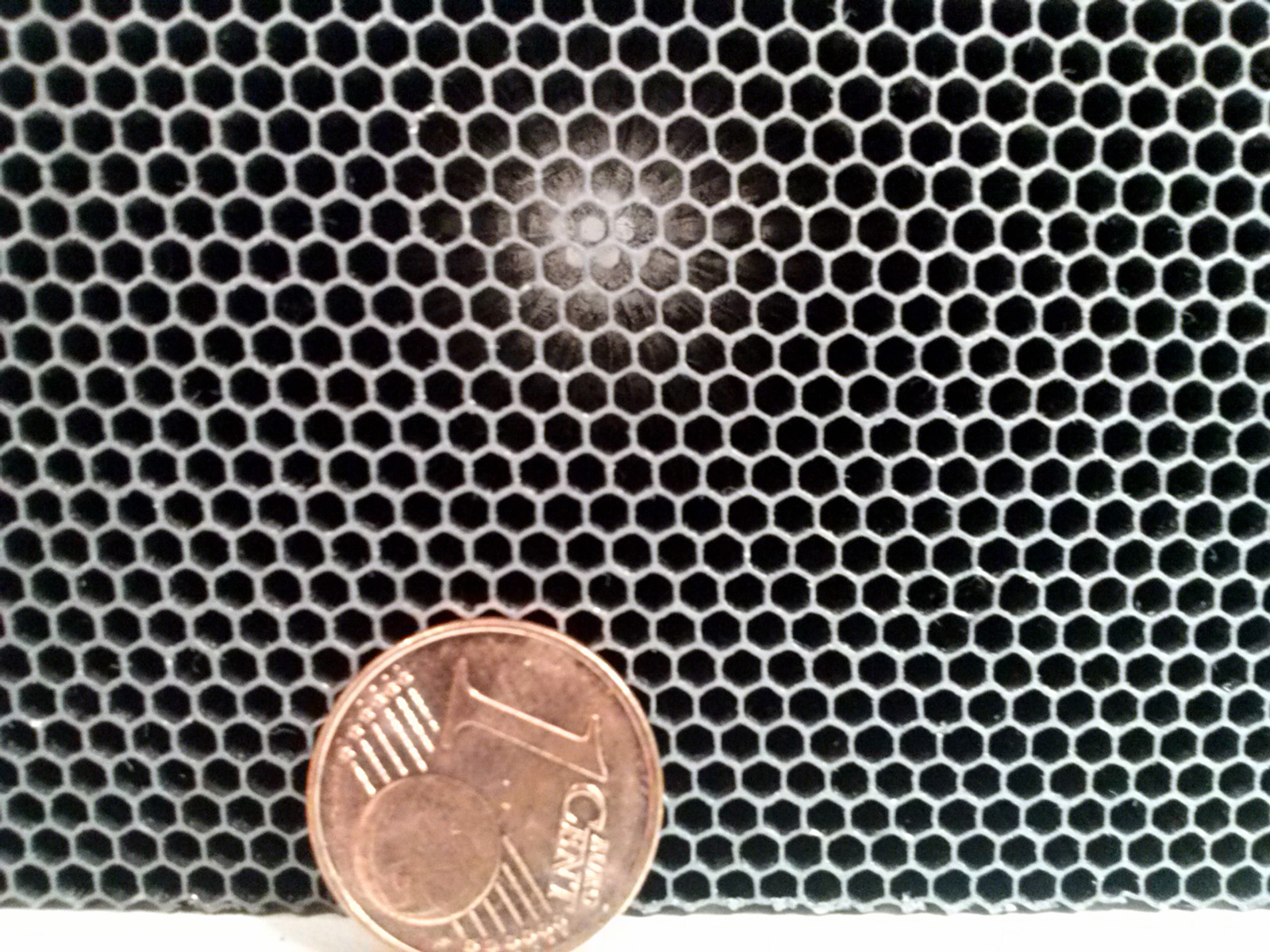
Parallellochkollimator aus Blei

Die Kollimatorblende oder der Kollimator (Sammler) lässt Gammastrahlung, die z. B. in der Nuklearmedizin von einem mit Technetium angereicherten Tumor kommt, nur aus bestimmten Raumrichtungen kommend zum Messgerät durch. Kollimatorblenden bestehen in der Regel aus Blei oder Wolfram. 
Bei nicht-bildgebenden Strahlenmessgeräten (wie Szintillationssonde, Ganzkörperzähler oder Geiger-Zählrohr) wird die Strahlung häufig durch einfache konische Rohre oder Lamellen kollimiert. Bei einer Gammakamera sieht der Kollimator dagegen quasi wie ein Lochbrett aus, wobei die einzelnen „Löcher“ durch Trennwände getrennt werden. Sie sorgen dafür, dass nur die senkrechten Strahlen durch den Kollimator gelassen werden, während schräg einfallende Photonen absorbiert werden.
Die Septenlänge, die der Bauhöhe des Kollimators entspricht, und die Septenbreite bestimmen die Eignung für verschiedene Photonenenergien (nieder-, mittel- hoch- und ultrahochenergetisch).
Vom Verhältnis Lochbreite zu Septenbreite hängt die Empfindlichkeit (Messausbeute) ab.
Das Schachtverhältnis (Septenlänge zu Lochbreite) bestimmt den erlaubten Eintrittswinkel und damit das räumliche Auflösungsvermögen. Dieses ist daher durch die (für die jeweilige Photonenenergie nötige) Septendicke begrenzt. Generell ist bei Kollimatoren immer ein Kompromiss zwischen Empfindlichkeit auf der einen und Auflösungsvermögen auf der anderen Seite nötig. Je kleiner und länger die Löcher sind, desto höher ist die Auflösung, aber desto schlechter die Empfindlichkeit, und umgekehrt. 
Parallelloch-Kollimatoren erzeugen eine Parallelprojektion. Die Messausbeute ist von der Entfernung zum Objekt fast unabhängig, die Ortsauflösung verschlechtert sich hingegen mit zunehmendem Detektorabstand enorm.
Parallellochkollimatoren werden entweder aus Blei- oder Wolframblech hexagonal gefaltet und gelötet, oder gebohrt, oder gegossen. Die Löcher sind mit strahlentransparentem Kunststoff ausgefüllt.
Slanthole-Kollimatoren sind Parallellochkollimatoren mit schräg verlaufenden Löchern, um z. B. an den Schultern vorbei näher am Kopf eines Patienten messen zu können.
Divergierende Kollimatoren liefern ein vergrößertes Bild. Bei Fanbeam-Kollimatoren divergieren die Löcher nur in einer Raumrichtung. Da dabei ein größerer Kristallbereich die von einem kleinen Objekt ausgehende Strahlung aufnimmt, erhöht sich die Zählausbeute.
Pinhole-Kollimatoren funktionieren nach dem Prinzip der Lochkamera: Eine einzige „Pupille“ liefert ein seitenverkehrtes und kopfständiges Bild, dessen Abbildungsmaßstab stark vom Objektabstand abhängt. Sie werden zum Abbilden besonders kleiner strahlender Objekte (Handwurzelknochen, Versuchstiere, eventuell auch Schilddrüse) verwendet, da sie eine relativ zu den oben genannten Kollimatoren starke Vergrößerung erlauben. In neuerer Zeit kommen auch Multipinhole-Kollimatoren zum Einsatz, welche die Empfindlichkeit erhöhen, ohne die räumliche Auflösung zu vermindern.
In der Positronen-Emissions-Tomographie dienen Septen-Kollimatoren häufig der Reduktion von Singles (einzeln eintreffenden Photonen) und zufälligen Koinzidenzen (Randoms), womit nur annähernd axial verlaufende Koinzidenzlinien zum Messergebnis beitragen, was die Zählausbeute verringert („2D-Verfahren“).